# Ашварина, Ольга Владимировна
О́льга Влади́мировна Ашва́рина (8 марта 1953 года, Наро-Фоминск) — советский и российский архитектор. Главный архитектор Обнинска в 2002—2010 годах.

## Биография
Окончила детскую художественную школу Обнинска.
В годы перестройки работала в творческой мастерской Владимира Шкарпетина «Обнинскархпроект».
Главный архитектор Обнинска в 2002—2010 годах. На этой должности подвергалась критике за точечную застройку.

## Участие в творческих и общественных организациях
- Член Союза архитекторов России

## Награды и звания
- Нагрудный знак «Почётный архитектор России» (2011)[5]

### Интервью
- Горячая линия с главным архитектором Обнинска Ольгой Ашвариной // НГ-регион. — 21 декабря 2007 года.
- Белич Рената. Oльгa Aшвapинa oставляет дoлжность главногo apxитектopa Oбнинскa // Вы и мы. — 8 октября 2010 года.

### Статьи
- Пресс-конференцию для журналистов провели 24 ноября главный архитектор города Ольга Ашварина и начальник Управления потребительского рынка Алина Петик // Obninsk.ru. — 25 ноября 2005 года. Архивировано 19 октября 2013 года.
- Собачкин Алексей. Корреспондентский час // Радио Свобода. — 17 июня 2006 года.